# Ле Шапелье, Исаак Рене Ги
Исаак Рене Ги Ле Шапелье (фр. Isaac-René-Guy Le Chapelier; 12 июня 1754, Ренн — 22 апреля 1794, Париж) — французский политический деятель, адвокат.

## Биография
Третье сословие реннского сенешальства выбрало его депутатом в Генеральные штаты. В Версале он был одним из основателей Бретонского клуба, который позже превратился в Якобинский клуб. 3 августа 1789 года был выбран президентом Учредительного собрания, прениями которого руководил в знаменитую ночь 4 августа. 8 января 1790 года он произнёс блестящую речь против реннского парламента, который требовал отдельного собрания сословий Бретани и противопоставлял таким образом Бретань всей Франции. Будучи членом комитета для выработки конституции, Шапелье принимал деятельное участие в организации новой Франции, чем навлёк на себя ненависть и сарказм приверженцев старого порядка.
Один из наиболее известных его докладов касался вопроса о литературной собственности и свободы театра. После бегства короля он пытался приблизиться к партии роялистов и переговаривался с ними о совместных действиях (июнь-июль 1791 года). В это время Собрание приняло известный закон Ле Шапелье, запрещавший рабочие объединения и стачки.
Ле Шапелье выступал против предложения Робеспьера о том, чтобы члены Учредительного собрания не могли быть избраны в собрание Законодательное. Занявшись опять адвокатской практикой, он по делам своих клиентов должен был посетить Англию (1792 год), что было сочтено за эмиграцию; когда он вернулся, то должен был скрываться как подозрительный.
Ле Шапелье представил Комитету общественного спасения докладную записку, в которой предлагал свои услуги в качестве тайного агента в Великобритании, о чём отдельно писал и Робеспьеру (26 плювиоза II года). Арестованный вместе с д’Эпременилем и Type, он был предан суду и гильотинирован. Он был сотрудником в «Bibliothèque de l’homme public», которую издавал Кондорсе.